# تشوي يو ري
تشوي يو ري (بالكورية: 최유리) هي لاعبة كرة قدم كورية جنوبية ولدت في 16 سبتمبر من عام 1994، وتلعب كمهاجمة لنادي إنتشون هيونداي ستيل ريد أنجلز ولمنتخب كوريا الجنوبية لكرة القدم للسيدات.

## وصلات خارجية
- تشوي يو ري على موقع قاعدة بيانات كرة القدم.إي يو (الإنجليزية)